# Calzan
Calzan település Franciaországban, Ariège megyében. Lakosainak száma 45 fő (2022. január 1.). Calzan Arvigna, Dun, Malléon, Ventenac és Vira községekkel határos.

## Népesség
A település népességének változása:
| Lakosok száma | 37   | 32   | 25   | 27   | 27   | 31   | 32   | 34   | 37   | 45   |
|               | 1968 | 1982 | 1990 | 2006 | 2013 | 2015 | 2017 | 2019 | 2020 | 2022 |